# Chích bông xám tro
Chích bông xám tro (danh pháp hai phần: Orthotomus ruficeps) là một loài chim chi Chích bông trong họ Chiền chiện. Loài này phân bố ở Brunei, Indonesia, Malaysia, Myanmar, Philippines, Singapore, và Thái Lan, Việt Nam. Môi trường sinh sống tự nhiên của nó là rừng đất thấp ẩm ướt nhiệt đới hoặc cận nhiệt đới hoặc rừng ngập nước cận nhiệt đới và nhiệt đới. 